# Ewaryst Łój
Ewaryst Antoni Łój (Strzelno, 30 agosto 1912 – Poznań, 4 luglio 1973) è stato un cestista polacco.

## Carriera
Ha disputato con la Polonia le Olimpiadi di Berlino 1936, giocando sei partite.

## Palmarès
- Campionato polacco: 1

Lech Poznań: 1948-49